# Alma mía
Alma mía és una pel·lícula argentina de 1999. Dirigida per Daniel Barone i escrita per Jorge Leyes sobre una idea original d'Adrián Suar. Protagonitzada per Araceli González i Pablo Echarri. L'actriu Valeria Bertuccelli es va endur un Cóndor de Plata per aquesta pel·lícula i Silvia Prieto.

## Argument
Alma (Araceli González) és una jove pastissera del barri de La Boca que és promesa de Mario (Diego Peretti) des que tenia quinze anys. Leo (Pablo Echarri) és un arquitecte a punt del matrimoni. Fanny (Valeria Bertuccelli), una prostituta molt amiga d'Alma, prepara amb el Tano (Damián De Santo) una nit especial per acomiadar la solteria de Leo. Alma, enganyada per Fanny, es presenta a un bar on es troben amb els dos homes. Leo creu que la jove és una prostituta pagada pel Tano. Després de passar junts unes quantes hores, Leo i Alma no podran oblidar-se…

## Repartiment
- Araceli González - Alma
- Pablo Echarri - Leo
- Valeria Bertuccelli - Fanny
- Damián de Santo - El Tano
- Diego Peretti - Mario
- Héctor Bidonde - Vito
- Rita Cortese - Tita
- Antonella Costa - Micaela
- Paula Canals - Tina
- Dulio Orso - Rubén
- Adriana Salonia - Valeria
- Cristina Allende
- Roberto Fiore
- Gabriel Gibot
- Elena Gowland
- Tony Sánchez Pupa
- Roly Serrano